# Tadeusz Wita
Tadeusz Antoni Wita (ur. 4 kwietnia 1958 w Zabrzu) – polski polityk, inżynier i samorządowiec, poseł na Sejm V i VI kadencji.

## Życiorys
Ukończył studia na Wydziale Budownictwa Politechniki Śląskiej, uzyskał uprawnienia inspektora nadzoru budowlanego. Pracował w Instytucie Techniki Budownictwa, następnie jako właściciel prywatnego przedsiębiorstwa handlowo-usługowego. Od 2001 był inspektorem nadzoru budowlanego w spółce akcyjnej Kopalnie Rudzkie. W latach 1998–2005 zasiadał w radzie miasta Zabrze (od 2002 jako jej przewodniczący).
Z listy Prawa i Sprawiedliwości w wyborach parlamentarnych w 2001 bez powodzenia kandydował do Sejmu. W wyborach w 2005 uzyskał mandat posła w okręgu gliwickim. W wyborach w 2007 bez powodzenia ubiegał się o reelekcję, jednak 18 marca 2009 objął ponownie mandat poselski w miejsce zmarłego Zbigniewa Religi. Z powodu prowadzonego przeciwko niemu postępowania karnego (w której to sprawie już po zakończeniu kadencji poselskiej został prawomocnie uniewinniony) pozostawał początkowo poza klubem parlamentarnym PiS, jednak w lipcu 2009 został jego członkiem. W 2011 i 2015 ponownie bezskutecznie kandydował do Sejmu. Od 2016 do 2019 był prezesem przedsiębiorstwa Enspirion, będącego spółką zależną od Energi.